# مريض برلين
يستخدم تعبير مريض برلين (بالإنجليزية: Berlin patient)‏ أساسا للإشارة إلى حالتين متميزتين وغير متصلتين لشفاء محتمل من فيروس العوز المناعي البشري: في الحالة الأولى، لوصف شخص مجهول الهوية من برلين الألمانية، أظهر فترة طويلة من «التحكم بعد العلاجي» بالالحمل الفيروسي بعد توقف العلاج المضاد لفيروس نقص المناعة البشرية.
في الحالة الثانية، استخدم تعبير مريض برلين بغرض إخفاء هوية أول شخص شفي تماما من فيروس العوز المناعي البشري بعض خضوعه لعلاج خاص مضاد للفيروس، كان ذلك بمناسبة عرض حالته خلال مؤتمر الفيروسات الرجعية والانتهازية لسنة 2008. حيث أن اختيار الاسم جاء نتيجة لكون المريض كان قد عاش وعولج في برلين وأيضا لكون الإعلان عن نجاح العلاج لأول مرة تم أيضا في برلين. بحلول نهاية سنة 2010 اختار مريض برلين الثاني الظهور للعلن وكشف اسمه الحقيقي، الذي هو تيموثي براون.
بحلول سنة 2019 وبعد مرور أحد عشر عاما، وفي نفس اليوم تقريبا، وفي نفس المؤتمر، أُعلن عن حالة علاج محتملة لرجل ثان؛ أطلق عليه اسم «مريض لندن».خضع هذا الأخير هو الآخر لعملية زرع للنخاع العظمي من متبرع حامل للطفرة CCR5-Δ32 لعلاج السرطان (لمفوما هودجكين أو سرطان الغدد الليمفاوية هودجكن)، لكنه كان يتلقى في نفس الوقت أدوية مناعية ضعيفة.

## الحالات
استخدم تعبير «مريض برلين» في البداية لوصف أول مريض من برلين في سنة 1998. بعدما تلقي العلاج التجريبي، حافظ جسم هذا المريض، الذي ظل مجهول الهوية لغاية اليوم، على مستويات منخفضة من فيروس نقص المناعة البشرية وظل خارج العلاج المضاد للفيروسات.
خضع تيموثي راي براون، مريض برلين «الثاني» المشهور عالميا لعملية زرع نخاع العظم في 7 فبراير 2007 لعلاج سرطان الدم. حيث تلقى عملية زرع خلايا جذعية من متبرع يحمل طفرة جينية نادرة معروفة بمقاومتها لفيروس العوز المناعي البشري، ولم يتلق بعدها أي علاج بمضادات الفيروسات منذ اليوم الأول لعملية زرع الخلايا الجذعية. سنة بعد ذلك، قدم الدكتور جيرو هوتر نتائج هذه العملية في مؤتمر الفيروسات الرجعية والانتهازية الذي عقد بحلول 2008 في بوسطن. سردت قصصهم في كتاب «معالجون: الأشخاص الذين هزموا فيروس نقص المناعة البشرية» (2014) لكاتبته ناتاليا هولت (باحثة في مجال فيروس العوز المناعي البشري). ومع ذلك، اعتبر الكتاب مضلا إلى حد ما، نتيجة لوصف مريض برلين الأول على أنه عولج من الفيروس، وهذا خاطئ تماما؛ حيث وعلى العكس من ذلك، فقد تمكن المريض من الحفاظ على مستوى منخفض من الحمل الفيروسي لسنوات عديدة بدون الخضوع للعلاج المستمر، وهذا لا يضمن عدم حدوث المرض.
اعتبرت «مجموعة فيسكونتي»، وهي مجموعة مؤلفة من أربعة عشر مريضا تلقوا علاجا مبكرا ضد الفيروس (وصفت حالتهم في مقالة علمية نشرت في 2013 ) على أنها تمكنت من المحافظة على «فتور فيروسي طويل الأجل»، مما يعني أن أجسام هؤلاء المرضى لا تزال تؤوي الفيروس، لكن الحمل الفيروسي لفيروس العوز المناعي البشري يبقى منخفضا أو غير قابل للكشف، حتى في حالة عدم تلقيهم للعلاج المضاد للفيروسات. استأنف فيما بعد اثنان على الأقل من مجموعة فيسكونتي العلاج بمضاد الفيروسات؛ في حالة واحدة بسبب زيادة الحمل الفيروسي وانخفاض عدد الخلايا التائية CD4، وفي حالة أخرى بسبب تشخيص السرطان. أظهر عضو آخر من المجموعة بمرور الوقت أدلة واضحة على انخفاض في عدد الخلايا التائية CD4. تم الكشف عن هذه المعلومات في آخر شريحتين من العرض التقديمي الذي قدمه أسير سيز-سيريون في ندوة للجمعية الدولية للإيدز سنة 2015 بعنوان «نحو علاج فيروس نقص المناعة البشرية».

## مريض برلين المجهول (1998)
مريض برلين الأول كان رجلا ألمانيا مجهول الاسم في منتصف العشرينات من عمره. كان مريضا للدكتور هييكو جيسن في برلين، ألمانيا. شخصت إصابته بفيروس نقص المناعة البشرية الحاد في سنة 1995،  ووصف له علاج مركب غير معتاد:
الديدانوسين والإندينافير والهيدروكسي يوريا. من بين هذه الأدوية الأخيرة كان الهيدروكسي يوريا هو الأكثر غرابة، لأنه كان عبارة عن دواء مضاد للسرطان لم توافق عليه إدارة الغذاء والدواء الأمريكية لعلاج فيروس العوز المناعي البشري. كان هذا المزيج في الواقع جزءا من تجربة صغيرة اختبرها الدكتور جيسن على المرضى المصابين بفيروس العوز المناعي البشري الحاد. بعد انقطاع مؤقت عن العلاج لعدة مرات، توقف المريض عن العلاج الموصوف تماما. مع ذلك، أصبح الفيروس غير قابل للكشف تقريبا. بقي المريض بعد ذلك متوقفا عن أخذ العلاج المضاد للفيروس. بحلول سنة 2014، خلص تقرير متابعة من مجلة نيو إنغلاند جورنال أوف ميديسين (NEJM) إلى أن «التفسير المحتمل للسيطرة على التكاثر الفيروسي عند هذا المريض هو الخلفية الجينية، أيا كان التدخل»، على الرغم من أن هذه النقطة لا تزال قيد المناقشة. أشار تحديث النيو إنغلاند إلى أن الفرد يمتلك الأليل HLA-B * 57 المرتبط بالسيطرة على فيروس العوز المناعي البشري، وأن نسبة كبيرة من استجابات الخلايا التائية من النوع CD8 التي تستهدف فيروس العوز المناعي البشري مقيدة بواسطة الأليل HLA-B * 57.

## تيموثي راي براون: مريض برلين الثاني (2008)
تاريخيا، تيموثي راي براون هو أشهر مريض برلين وأكثر حالات فيروس العوز المناعي البشري دراسة. هو من مواليد سياتل في الشمال الغربي للولايات المتحدة الأمريكية. شخصت إصابته بفيروس العوز المناعي البشري سنة 1995، ليبدأ بعدها الخضوع للعلاج بمضاد الفيروسات. بحلول سنة 2006، تم تشخيص إصابته بسرطان اللوكيميا النخاعية الحاد (AML). قام طبيبه الدكتور جيرو هوتر من مستشفى شاريتي في برلين بتنظيم عملية زرع للخلايا الجذعية المكونة للدم من متبرع يحمل طفرة من نوع «دلتا 32» على مستوى المستقبل CCR5. تؤدي هذه الطفرة، التي توجد بترددات عالية نسبيا في شمال أوروبا (16 في المائة) إلى تكون بروتين CCR5 متحور. الغالبية العظمى من فيروس العوز المناعي البشري لا يمكنها الدخول إلى الخلية البشرية من دون وجود جين CCR5 وظيفي. مع ذلك هناك أقلية صغيرة أخرى من الفيروسات التي تستخدم مستقبلات بديلة، مثل CXCR4 أو CCR2. هؤلاء الأشخاص المتماثلوا الزيجوت في طفرة CCR5 يقاومون فيروس العوز المناعي البشري ونادرنا ما تتطور حالتهم إلى إيدز. تلقى براون عمليتي زرع خلايا جذعية من متبرع متماثل الزيغوت يحمل طفرة دلتا 32 : واحدة في سنة 2007 وأخرى في سنة 2008. حيث توقف براون عن تناول الأدوية المضادة للفيروسات في نفس اليوم الذي أجرى فيه أول عملية زرع.
بعد ثلاثة أشهر من أول عملية زرع للخلايا الجذعية، انخفضت مستويات فيروس العوز المناعي البشري في جسمه بسرعة إلى مستويات لا يمكن اكتشافها، وفي نفس الوقن ارتفع أيضا عدد خلاياه التائية من النوع CD4. بالإضافة إلى ذلك، تم اختبار عينات دم وأنسجة مأخوذة من مناطق جسمه معروفة بكمون الفيروس على مستواها. نشر النتائج المحصل عليهم في مجلة نيو إنغلاند الطبية. انطلاقا من سنة 2011، لم يأخذ براون أي علاج مضاد للفيروسات، حيث يعتبر كمشفي من الفيروس، على الرغم من استمرار المناقشات حول ما إذا كان هناك أي أثر للفيروس في جسده (يحتاج إلى علاج «تعقيمي») أو يحتاج إلى مزيد من العلاج (علاج «وظيفي»).